# Barwa beżowa
Beżowy – jasna, żółtawobrązowa barwa, koloru mlecznej kawy.

## Beżowy i écru
Pierwotnie w XIX wieku i aż do lat 30., beżowy i écru oznaczały ten sam kolor i były często używane jako określenie naturalnego koloru tkanin takich jak jedwab i len, przed farbowaniem. Écru pochodzi z języka francuskiego i oznacza dosłownie surowy lub niefarbowany. Obecnie jednak écru uważa się za inny kolor (patrz tabelka po prawej).

## Beżowy w kulturze
Komputery
- Obudowy komputerów były często produkowane w beżowych odcieniach (kolor kości słoniowej).

Sport
- Beżowy był kolorem używanym przez nowozelandzką drużynę krykieta w latach 1984–1989.